# Arroyo Tío Diego
Der Arroyo Tío Diego ist ein im Süden Uruguays gelegener Fluss.
Er entspringt auf dem Gebiet des Departamento Canelones einige Kilometer nördlich des Cerro Piedras de Afilar. Von dort fließt er zunächst in Nordwest-Südost- und im Unterlauf etwa ab der Unterquerung der Ruta 70 schließlich in West-Ost-Richtung. Der Arroyo Tío Diego mündet als rechtsseitiger Nebenfluss einige hundert Meter flussaufwärts gegenüber der Mündung des Arroyo del Sarandí in den Arroyo Solís Grande.